# Saltoweitsprung

Animation eines Vorwärtssaltos; beim Saltoweitsprung kommt es auf die Weite an

Der Saltoweitsprung ist ein Weitsprung, bei dem in der Flugphase ein Vorwärtssalto vollführt wird. Der Trainer Tom Ecker gilt als der Erfinder des modernen Saltoweitsprungs, den er 1971 beschrieb. Die Technik an sich war damals nicht neu; es gibt Berichte darüber aus der ersten Hälfte des 20. Jahrhunderts. Ecker lieferte in seiner Publikation als Erster eine physikalische Erklärung.
Bei einem gewöhnlichen Weitsprung bewegt sich zum Zeitpunkt des Absprungs der Oberkörper schneller als der Unterkörper. Diesen Drehimpuls muss der Springer kompensieren. Bei einem Saltoweitsprung lässt der Springer diese Drehbewegung zu; sie arbeitet für anstatt gegen den Springer. Im Sprung bietet der zusammengerollte Körper des Springers weniger Luftwiderstand als der gestreckte Körper eines konventionellen Springers. Während ein konventioneller Weitspringer bei der Landung von den Füßen auf das Becken zurückfällt, richtet beim Saltoweitsprung die Drehbewegung den Oberkörper auf.
Eckers Publikation erzeugte zunächst keine Aufmerksamkeit, bis 1973 der US-amerikanische Stabhochspringer Dave Nielsen diese Technik trainierte und in Europa vorführte. Dies inspirierte weitere Sportler, unter anderem Bernhard Stierle. Im Februar 1974 in Böblingen sprang er bei den Süddeutschen Meisterschaften 7,42 m und erzeugte so große mediale Aufmerksamkeit. Die Athleten hielten Sprünge über 9 Meter für möglich, was einem neuen Weltrekord entsprochen hätte. Die spektakuläre Salto-Technik versprach zudem, zuschauerwirksam zu sein. Von Anfang an wurde über die Verletzungsgefahr der Technik diskutiert, auch wenn Experten diese für akrobatisch geschulte Sportler für gering hielten. Der Weltleichtathletikverband stand dem Saltoweitsprung reserviert gegenüber, weil diese Technik nicht viel mit dem traditionellen Weitsprung gemeinsam hatte.
Die Ära des Saltoweitsprungs in der Leichtathletik dauerte nur wenige Monate. Auf Antrag des Deutschen Leichtathletik-Verbandes wurde diese Technik 1974 beim Kongress des Weltleichtathletikverbandes in Rom ohne offizielle Begründung verboten.
Der Saltoweitsprung wird nach wie vor ausgeübt, vor allem im Parkour. Das Guinness-Buch der Rekorde weist dort einen Rekord von 6,18 Metern aus.